# Pteris hastifolia
Pteris hastifolia là một loài dương xỉ trong họ Pteridaceae. Loài này được Schrad. mô tả khoa học đầu tiên năm 1818.
Danh pháp khoa học của loài này chưa được làm sáng tỏ. 